# Mats Nilsson (militär)
Mats Evald Nilsson, född 30 december 1956 i Västerås, är en svensk officer i flygvapnet och hovmarskalk.

## Biografi
Nilsson inledde sin karriär som officer vid Blekinge flygflottilj (F 17) 1979 efter två år på Krigsflygskolan (F 5). År 1982 blev han provflygare i Linköping på Försvarets Materielverks anläggningar på Malmslätt. Åren 1983–1984 läste han Militärhögskolans obligatoriska allmänna kurs, vilket ledde till testpilotskolning åren 1984–1985 i USA vid U.S. Naval Test Pilot School. Åren 1991–1993 läste han den högre kursen på Militärhögskolan och befordrades 1994 till överstelöjtnant. År 1995 befordrades Nilsson till överste och tillträdde som flottiljchef vid Upplands flygflottilj (F 16) 1997, där han tjänstgjorde fram till och med 1999. Nilsson är en av de yngsta svenskar som utnämnts till överste. År 2000−2002 hade han en tjänst som generalinspektör för flygvapnet. Nilsson tjänstgjorde senare vid Högkvarteret där han var Försvarsmaktens produktionschef, och därefter chef för Försvarsmaktens ledningsstab med generallöjtnants grad.
Från 1 november 2007 tjänstgjorde Nilsson vid Försvarsdepartementet som departementsråd och chef för enheten för militära försvaret.
Inför att en ny ÖB skulle utnämnas stod valet mellan Sverker Göranson och Mats Nilsson. Regeringen Reinfeldt utsåg till sist Göransson till ny ÖB. Nilsson arbetade vid den tiden på försvarsdepartementet som chef för det militära försvaret, en post som tidigare betraktats som sista steget före utnämning till ÖB; Håkan Syrén hade innehaft den tjänsten innan han utsågs till ÖB.
Den 1 januari 2012 tillträdde Mats Nilsson befattningen som förste hovmarskalk vid de kungliga hovstaterna, en befattning som i den rangordning som gällde fram till 1909 var av generallöjtnants rang.

## Utmärkelser och ledamotskap
- Hans Majestät Konungens medalj i guld av 12:e storleken med Serafimerordens band (Kon:sGM12mserafb), 2017.[6]
- Storkors av Finlands Vita Ros’ orden (StkFinlVRO), 3 mars 2015.[7]
- Storkors av Isländska falkorden (StkIFO), 17 januari 2018.[8]
- Storkors av Italienska republikens förtjänstorden (StkItFO), 14 januari 2019.[9]
- Storkors av Spaniens civila förtjänstorden (StkSpCfO), 16 november 2021.[10]
- Ledamot av Kungliga Krigsvetenskapsakademien (LKrVA), 2001[11]